# Ухтомское княжество
Ухтомское княжество — удельное русское княжество по реке Ухтоме в Пошехонье, существовавшее в 1410—1450 годах и являвшееся вотчиной князей Ухтомских. Отделилось от географически изолированного от него Карголомского княжества, что на Белом озере. Существование небольшой одноимённой речки Ухтомы, впадающей с востока в Белое озеро, и её близость к Карголому, неоднократно толкали историков на ошибочное включение земель в этом районе в состав владений карголомско-ухтомского князя Ивана Васильевича. Однако земли в районе белозерской Ухтомы находились во владении нетитулованных землевладельцев и под общей юрисдикцией московских удельных князей Андрея Дмитриевича и Михаила Андреевича. Следовательно, они не входили во владения карголомских и белозерских князей в широком смысле.